# Юрий Онцифорович
Юрий (Георгий) Онцифорович (ум. 1417) — новгородский посадник.

## Биография
Представитель знатного новгородского боярского рода, праправнук посадника Юрия Мишинича, внук известного в истории Новгорода своими военными предприятиями на Северной Двине Лука Варфоломеевич и сын посадника Онцифора Лукинича, — упоминается впервые в 1375 году. В этом году он был степенным посадником, и через его посредство новгородцы просили архиепископа Алексия, оставившего святительский престол и поселившегося в Воскресенском монастыре, на Деревянице, вернуться в Новгород; убеждения Юрия Онцифоровича имели успех, архиепископ вновь занял Новгородскую кафедру.
В том же 1375 году Юрий Онцифорович поставил в новгородском Кремле каменную церковь во имя Святого Иоанна Златоуста.
В 1392 году он, будучи уже не у власти, но пользуясь почетом и доверием, вместе с тогдашним степенным посадником Тимофеем Юрьевичем предводительствовал новгородской вольницей во время одного из походов на Двинскую область, когда были взяты города Устюжна и Кличен.
В 1411 году, вместе с другими бывшими посадниками, ходил войной на шведов, а в 1414 году был отправлен новгородцами в качестве посла к великому князю литовскому Витовту с поручением возобновить мир; нуждаясь в последнем, Витовт не оказал никаких препятствий, и Юрию Онцифоровичу без труда удалось «взять мир с князем по старине», столь нужный в это время для Новгорода ввиду обострившейся его борьбы с Псковом; Юрию Онцифоровичу, благодаря его ловкости, удалось достигнуть того, что этим миром не были нарушены дружественные отношения новгородцев с ливонскими рыцарями, врагами Витовта.
Юрий Онцифорович скончался в 1417 году, перед кончиной «быв нем один год и три месяцы». Сохранилась новгородская межевая обводная книга от 1391 года, к которой «руку приложил Великого Новагорода посадник Юрьи Онцыфоров». Погребен в Успенской церкви Колмова монастыря.
Юрий Онцифорович является адресатом нескольких берестяных грамот конца XIV - начала XV в., найденных в Неревском конце Новгорода. В основном это челобитные крестьян (№ 94, 97, 167, 273, 362, 370, 446).